# Filet anti-grêle

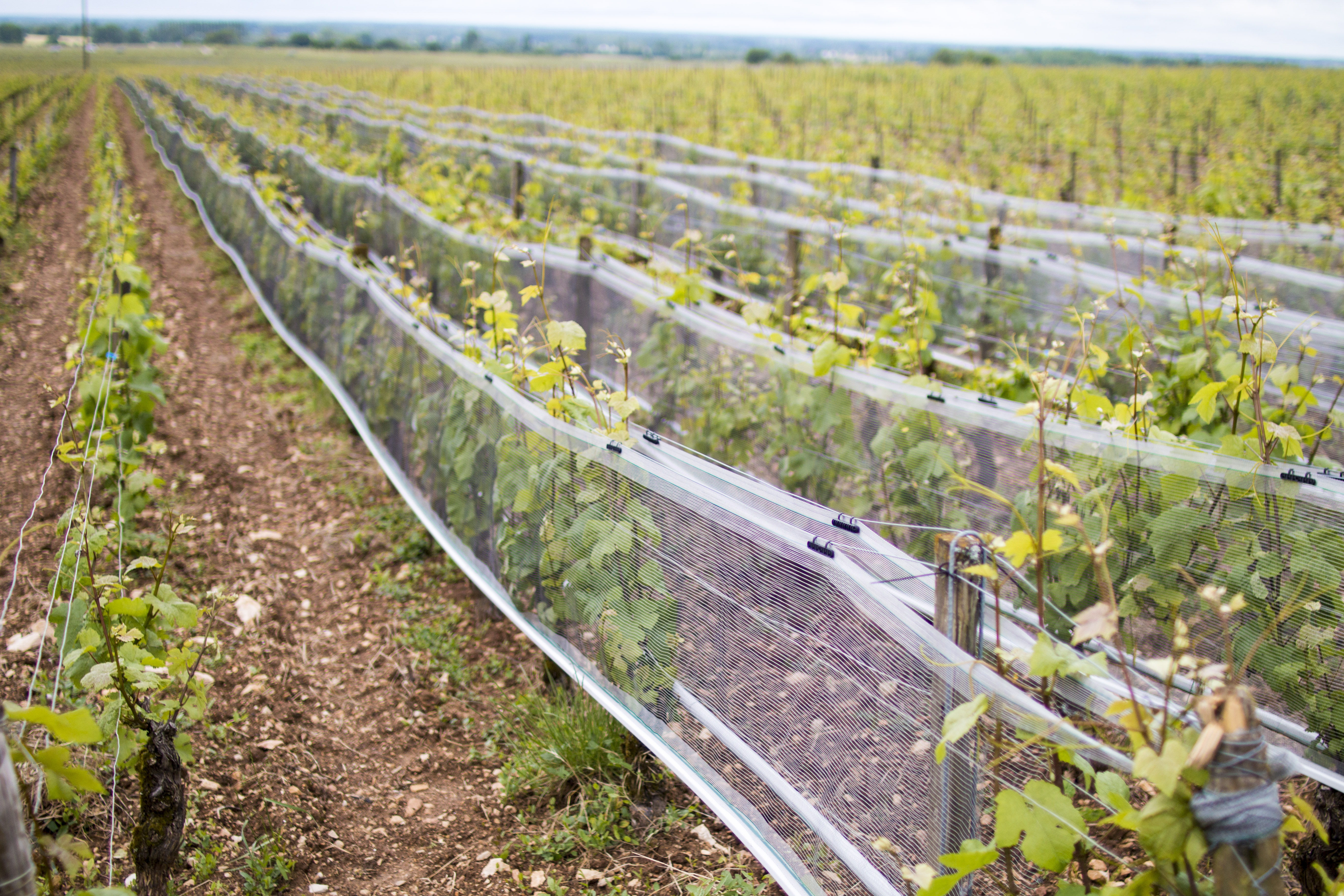
Filets antigrele

Les filets anti-grêle sont une technique de lutte physique contre la grêle en agriculture, et notamment en viticulture. 
Ce sont des filets maillés utilisés pour empêcher les grêlons d'atteindre le feuillage et les grappes.

## Conception
Ces filets se présentent sous diverses formes, la plus commune est à petite maille (mailles carrées de 1 à 2 mm), soit en polypropylène extrudé bi-orienté, soit en polyéthylène tissé. Les filets peuvent être renforcés par des fils tressés. 
La couleur utilisée est le noir (car le carbone noir inhibiteur d'UV offre la meilleure protection contre les rayons solaires), mais les filets anti-grêle existent aussi dans d'autres couleurs comme le blanc.

## Utilisation
Ils protègent la vigne pendant les tempêtes de grêle de printemps et d'été, jusqu’à l'époque de la maturation.
Ils sont posés dès le début de la croissance de la vigne, et maintenus par le haut du filet avec des barres en plastique au niveau du haut du palissage, et par d'autres en bas du filet pour assurer une protection face au vent et une certaine rigidité. Ces barres peuvent être relevées lors des travaux en vert, des pulvérisations ou de la vendange.
Ils n'ont pas d'impact sur la croissance de la vigne ou la qualité des vins finale, à ce titre ils sont autorisés par l'INAO pour les vignes en AOC en 2018.